# Adenia
Adenia is een geslacht uit de passiebloemfamilie (Passifloraceae). De soorten komen voor in de tropische en subtropische delen van de Oude Wereld. 

## Soorten
- Sectie Microblepharis (Wight & Arn.) Engl.
  - Adenia aculeata Engl.
  - Adenia fruticosa Burtt Davy
  - Adenia glauca Schinz
  - Adenia inermis (de Wilde) de Wilde
  - Adenia karibaensis de Wilde
  - Adenia pechuelii (Engl.) Harms
  - Adenia penangiana (Wall. ex G. Don) de Wilde
  - Adenia spinosa Burtt Davy
  - Adenia wightiana Engl.
- Sectie Adenia
  - Adenia ballyi Verdc.
  - Adenia firingalavensis (Drake ex Jum.) Harms
  - Adenia globosa Engl.
  - Adenia lapiazicola Bard.-Vauc.
  - Adenia olaboensis Clav.
  - Adenia perrieri Clav.
  - Adenia pyromorpha (H.Perrier) de Wilde
  - Adenia refracta Schinz
  - Adenia subsessilifolia H.Perrier
  - Adenia venenata Forssk.
- Sectie Blepharanthes (Wight & Arn.) Engl.
  - Adenia digitata Engl.
  - Adenia dolichosiphon Harms
  - Adenia ellenbeckii Harms
  - Adenia epigea H.Perrier
  - Adenia erecta de Wilde
  - Adenia goetzei Harms
  - Adenia hastata Schinz
  - Adenia hondala (Gaertner) de Wilde
  - Adenia huillensis (Welw.) A.Fern. & R.Fern.
  - Adenia keramanthus Harms
  - Adenia kirkii Engl.
  - Adenia lanceolata Engl.
  - Adenia lindiensis Harms
  - Adenia malangeana Harms
  - Adenia metriosiphon de Wilde
  - Adenia monadelpha H.Perrier
  - Adenia mossambicensis de Wilde
  - Adenia ovata de Wilde
  - Adenia pulchra M.G.Gilbert & de Wilde
  - Adenia schliebenii Harms
  - Adenia stenodactyla Harms
  - Adenia stricta (Mast.) Engl.
  - Adenia tisserantii A.Fern. & R.Fern.
  - Adenia trisecta (Mast.) Engl.
  - Adenia tuberifera R.E.Fr.
  - Adenia volkensii Harms
  - Adenia welwitschii (Mast.) Engl.
  - Adenia wilmsii Harms
  - Adenia zambesiensis A.Fern. & R.Fern.
- Sectie Erythrocarpos (M.Roem.) de Wilde
  - Adenia cardiophylla (Mast.) Engl.
  - Adenia cordifolia (Blume) Engl.
  - Adenia heterophylla (Blume) Koord.
- Sectie Paschanthus (Burch.) Harms
  - Adenia repanda (Burch.) Engl.
- Sectie Ophiocaulon (Hook. f.) Harms
  - Adenia gummifera Harms

Adenia · 
Ancistrothyrsus · 
Androsiphonia · 
Barteria · 
Basananthe · 
Crossostemma · 
Deidamia · 
Dilkea · 
Efulensia · 
Hollrungia · 
Mitostemma · 
Paropsia · 
Paropsiopsis · 
Passiflora (Passiebloem) · 
Schlechterina · 
Smeathmannia · 
Tetrapathea · 
Tricliceras · 
Tryphostemma · 
Viridivia